# Matthieu Rosset
Matthieu Rosset, född 26 maj 1990, är en fransk simhoppare som blev världsmästare i lagtävlingen tillsammans med Laura Marino vid världsmästerskapen i simsport 2017.
Han deltog vid olympiska sommarspelen 2012, 2016 och 2020.